# 法幣
法幣（ほうへい、簡体字: 法币; 繁体字: 法幣; 拼音: fǎbì）は中華民国国民政府により1935年11月3日の幣制改革によって政府系銀行が発行した銀行券（不換紙幣）を、中国の法定貨幣（Fiat Money）として流通させたものである。蔣介石政権以外の政権からは旧法幣と呼ばれた。
中国銀行・交通銀行・中華民国中央銀行・中国農民銀行が発効した大きさも図案も異なる紙幣の総称。
法幣の発行により500年に亘る銀本位制が終わりを告げたが、大量に発行したことに起因しハイパーインフレを誘発した。1948年8月19日（20日より実施）の幣制改革により、あらたに発行した金円券と交替し、13年にわたる歴史を閉じた。

## 発行
辛亥革命により中華民国が成立しても、清代まで続いた銀本位制を継承し貨幣を発行していた。清末までは取引は銀両により行なわれていたが、清末には海外から銀円が流入し、民間でも銀円が流通するようになった。民国は銀円通貨を継承し、北洋政府及び国民政府では銀円が鋳造され、1933年には「廃両改元」の通貨改革により銀円を統一された貨幣単位とすることが決定した。民国初期、各地方銀行或いは政府により別個に紙幣が発行されており、それぞれ市場での信用度と価値が異なっていた。中国銀行及び交通銀行が発行した紙幣が当時信用度の高いものとして扱われていた。
国民政府は1927年の北伐により中国を統一した後、宋子文及び孔祥熙の計画により貨幣改革を実施していった。それまで半官半民の中国銀行と交通銀行を完全に国有化し、加えて政府系の中央銀行を加え中国の銀行業務を国民党の指揮下に再編した。1929年、アメリカで始まった世界大恐慌が発生すると、ルーズベルト大統領は1934年に銀の回収を定めた法律（「銀買上法」）を議会で通過させ、財務省による銀の備蓄・退蔵が行なわれた結果銀の国際価格が大幅に上昇した。
このアメリカによる銀の退蔵政策は、当時世界第3位の銀本位制国家だった中華民国に大きな影響を及ぼし、大量の銀が国外に流出・デフレと利息の急速な上昇により銀行が臨時休業を行なう事態となり、ともすれば金融破綻が懸念される事態となった。このため1935年11月4日に国民政府は、銀国有化と紙幣の使用強制を義務化させる『財政部改革幣制令』を布告した。
1. 1935年11月4日より、中央、中国、交通三銀行発行の銀行券は完全なる法定通貨たるべく、租税の徴収、公私債務の支払いは一切法定通貨を以って決済せらるるものとす。
2. 銀弗、銀塊を通貨の目的に使用することは一切之を禁止す。本条項に違反する場合は当該通貨全部を差押え没収するものとす。
3. 何人たるを問わず故意に銀弗、銀塊を隠匿又は不法に所有流通するものあるときは、緊急治罪法を以って処断す
4. 三銀行以外の発行銀行券にして、すべて財政部の承認を経たるものはそのまま流通せしむ。但し各銀行の発券額は10月3日現在を超ゆることを得ず。

これにより、銀本位制の銀円に代わるものとして国家の信用に基づく不換紙幣を発行し、中央・中国・交通の3行、また1936年1月より中国農民銀行も加わり、これら銀行の発行する紙幣のみ流通を認め、それ以外の銀行が発行する銀行券は期限を定めて回収した。同時に市場の銀円は国庫に帰納させ、1法幣=1銀円の等価交換方式を採用した。発行準備は、銀による現金準備が60パーセント、政府発行または政府保証の有価証券による保証準備が40パーセントであった。外貨との関係は、イギリスポンドにリンクし、1935年11月4日の公定為替相場は、1元につき1シリング2ペンス1/2、100元につき米ドル29ドル3/4、100元につき103（日本）円であり、無制限に売り応ずることとされたが、銀準備は、法幣に対しては払い出されない管理通貨方式であった。
突如として決められた銀国有化と紙幣流通への一本化は、各方面に混乱と反発を生んだ。紙幣への信用が概して低かったこともあり、金融知識に疎い農民層における売買取引では殆ど現銀が使用されていた故、現銀の使用や所有を禁じる布告は農民を不安と恐慌に陥れることになった。また銀行も、所有していた銀を強制的に没収され、兌換不能による紙幣価値の下落と通貨不安による物価高騰の恐れから外人銀行団まで含めて反対を表明し、更には広東省が一時的に銀国有制度から離脱する事態にまで発展した。結局翌1936年に国民政府がアメリカと協議した結果、中国よりアメリカへの銀の輸出を認める代償として、アメリカドルを法幣発行に必要な準備外貨とし、これにより法幣はアメリカドルとの固定相場を採用することとなった。
この通貨改革では中央銀行により発行されたのが不換紙幣である点が当時の中国では進歩的な金融制度改革であり、近代国家の金融体制下では必然的な制度であるとする見解がある。法幣の発行は中国国内の通貨を統一し、通貨発行権限を政府に集中し、また国内の銀貨等の硬貨を政府に帰納させ、日中戦争の戦時体制財政を維持するのに効果があったといわれている。しかし法幣発行により民間の富を政府が強制的に接収したという否定的な見解も出されている。

## 日中戦争から崩潰へ
1937年の日中戦争勃発以前、法幣の総発行高は14億4,400元に達した。1937年から1941年の期間中、日本は中国の経済破壊を目的に占領地に於いて軍票やその傀儡政権下の聯銀・華興・中儲券を発行し、その流通で回収した法幣を上海に送金して国民党政府の外貨を消費させた。これに対し国民政府はイギリス・アメリカより1,000万ポンドと5,000万ドルの借款を受けて法幣の信用維持に努めたが価値の下落が続き、1940年には外貨への交換に制限額が定められ、これを契機に法幣の価値は一気に下落した。
日中戦争期間中には増加し続ける財政支出を補填する為に法幣が大量に発行され、1945年の終戦時には発行高は5,569億元、戦前の400倍まで規模が膨らんだ。1946年以降、国民党政府は国共内戦での戦費調達に更に法幣を大量に発行し、1948年8月には発行高は604兆元にまで及び、僅か3年間で1,000倍にまで増加し、市場にスーパーインフレを招来した。あまりにも価値の下がった法幣は製紙会社の原料に使われるまでになったという。宋子文が行政院長に就任すると、法幣の安定を図るために備蓄金を放出して貨幣安定を試みるが、法幣の発行量に追いつかず失敗に終わった。1948年5月に行憲選挙が行なわれ翁文灝が行政院長に任命されると、王雲五を財政部長に任命し貨幣改革を実施、新たに金円券を発行し法幣の流通を停止した。

## 時系列
- 1934年8月 アメリカが銀買上法を施行し、中国から銀が流出
- 1935年7月 国民政府が妨害國幣懲治暫行條例を布告し、金銀及び硬貨の外国への移動を禁止
- 1935年11月4日 国民政府が財政部改革幣制令を布告し、法幣を発行
- 1935年11月15日 国民政府が兌換法幣辦法を布告
- 1935年11月29日 国民政府が兌換法幣收集現金辦法を布告
- 1938年3月10日 中華民国臨時政府が中国聯合準備銀行を設立し、法幣の対抗となる聯銀券を発行し、旧法幣の制限を行う旧通貨整理辦法及び経済撹乱行為取締辦法を公布
- 1938年3月14日 国民政府が外匯申核制度を行い、為替の統制を行ったため、ブラックマーケット (黒市)が生まれる[6]
- 1938年4月 国民政府が商人運貨出口及售結外匯辦法を公布し、為替の統制を進める
- 1938年5月 中華民国維新政府が華興商業銀行を設立し、法幣の対抗となる華興券を発行。
- 1938年6月 国民政府が限制攜運鈔票辦法を公布
- 1938年9月 国民政府が金類兌換法幣辦法を公布
- 1939年1月 国民政府が、聯銀・華興券の取締を行う取締敵偽鈔票辦法 (取締日偽鈔辦法)を公布する
- 1939年7月 日英間で有田・クレーギー協定が結ばれ、イギリスが連銀券の流通を認める
- 1939年8月 国民政府が私運法幣及其他禁運物品出口檢查辦法を公布する
- 1939年9月 国民政府が、日本の杉工作に対抗して、日人偽造法幣對付辦法を公布する
- 1939年10月 国民政府が限制私運黃金出口及運往淪陷區域辦法を公布し、外国および被占領地区への金(きん)の移動を禁止した
- 1939年10月 国民政府と英国が英支共同法幣安定資金委員会 (中英外匯平準基金委員会)を設立
- 1940年5月 国民政府が管理各省省銀行或地方銀行發行一元券及輔幣券辦法を公布
- 1941年1月 日本の支援する汪兆銘政権が中央儲備銀行を設立し、華興券に代えて儲備券を流通させる（聯銀券は引き続き華北で流通）
- 1941年4月 英米中間で法幣安定資金協定が結ばれる
- 1941年8月 英米中により中美英平準基金委員会が設立される
- 1948年8月 中華民国政府が幣制改革を行い、法幣に代わり金円券を発行する